# Otto Lobach
Pour les articles homonymes, voir Lobach.
Otto Lobach (né le 13 mai 1825 à Klein-Waldeck (de) et mort le 16 juin 1881 à Waldeck dans l'arrondissement de Preußisch Eylau (de)) est un propriétaire terrien et député du Reichstag.

## Biographie
Lobach étudie en 1844-1847 dans les universités de Königsberg, Heidelberg et Berlin, où il étudie le droit. Pendant deux ans, il travaille pour les tribunaux de Königsberg, à partir de 1852, il dirige son manoir de Klein-Waldeck.
De 1874 à 1877, il est député du Reichstag pour la 5e circonscription du Reichstag Königsberg (Heiligenbeil-Preußisch Eylau) avec le Parti national-libéral.